# Боуэр, Мервин
Мервин Джон Боуэр (англ. Mervyn John Bower; 12 января 1934 — 30 сентября 2013, Северная Аделаида) — австралийский фигурист, выступавший в парном катании. Участник зимних Олимпийских игр 1960 года.

## Биография
Мервин Боуэр родился 12 января 1934 года.
На протяжении всей карьеры выступал в парном катании вместе с Жаклин Мейсон. Двенадцать раз становились чемпионами Австралии (1951—1960, 1962, 1964), дважды — бронзовыми призёрами чемпионата Великобритании (1952, 1956).
В 1952 году Боуэр и Мейсон стали первой австралийской парой, выступившей на чемпионате мира. На турнире, который проходил в Париже, заняли предпоследнее, 9-е место.
В 1956 году вошёл в состав сборной Австралии на зимних Олимпийских играх в Кортина-д’Ампеццо, но незадолго до старта на тренировке сломал лодыжку и не смог выйти на старт.
В том же году Боуэр и Мейсон заняли последнее, 11-е место на чемпионате мира в Гармиш-Партенкирхене.
В 1960 году вошёл в состав сборной Австралии на зимних Олимпийских играх в Скво-Вэлли. В парном катании вместе с Мейсон заняли предпоследнее, 12-е место, набрав 63,7 балла и уступив 16,7 балла завоевавшим золото Барбаре Вагнер и Роберту Полу из Канады.
В 1964 году завершил любительскую карьеру и перешёл в профессионалы. Участвовал в ледовых шоу.
Параллельно занимался предпринимательством — руководил фирмой по изготовлению подарков «Корзины с любовью».
Умер 30 сентября 2013 года в пригороде Северная Аделаида австралийского города Аделаида.

## Память
В 2004 году Боуэр и Мейсон были введены в Зал славы австралийского фигурного катания.